# Igreja de Santo António (Santa Cruz)
A Igreja de Santo António é um monumento religioso na povoação de Santa Cruz, no concelho de Almodôvar, em Portugal.

## Descrição e história
A igreja implanta-se numa elevação, no extremo ocidental da aldeia, tendo em frente um cruzeiro. é de tipologia vernacular, com poucos elementos ornamentais. Apresenta uma planta de forma longitudinal, formada por vários volumes articulados, correspondentes à nave, sacristia, baptistério e capela-mor. A fachada principal termina numa empena, encimada por uma cruz em ferro forjado, e ladeada por dois campanários de espadana, que são considerados exemplos pouco comuns na região. Possui uma só nave, que está separada da capela-mor por um arco triunfal em asa de cesto. A capela-mor, de planta quadrada, tem uma cobertura em abóbada de berço, destacando-se o elemento da mesa de altar no retábulo-mor, com uma cartela polilobada enquadrada por volutas, onde se situa uma cruz. No interior são igualmente de especial interesse a pia baptismal e o púlpito.
O santuário foi provavelmente edificado na transição entre os séculos XVII e XVIII. Na década de 1970 foi alvo de grandes obras de restauro por parte da Fábrica da Igreja Paroquial de Santa Cruz, que incluíram a instalação de lajes de betão nas coberturas.

## Ligações Externas
- Igreja Paroquial de Santa Cruz / Igreja de Santo António na base de dados SIPA da Direção-Geral do Património Cultural
- «Página sobre a Igreja de Santo António, no sítio electrónico All About Portugal»